# Henry Hesketh Joudou Bell

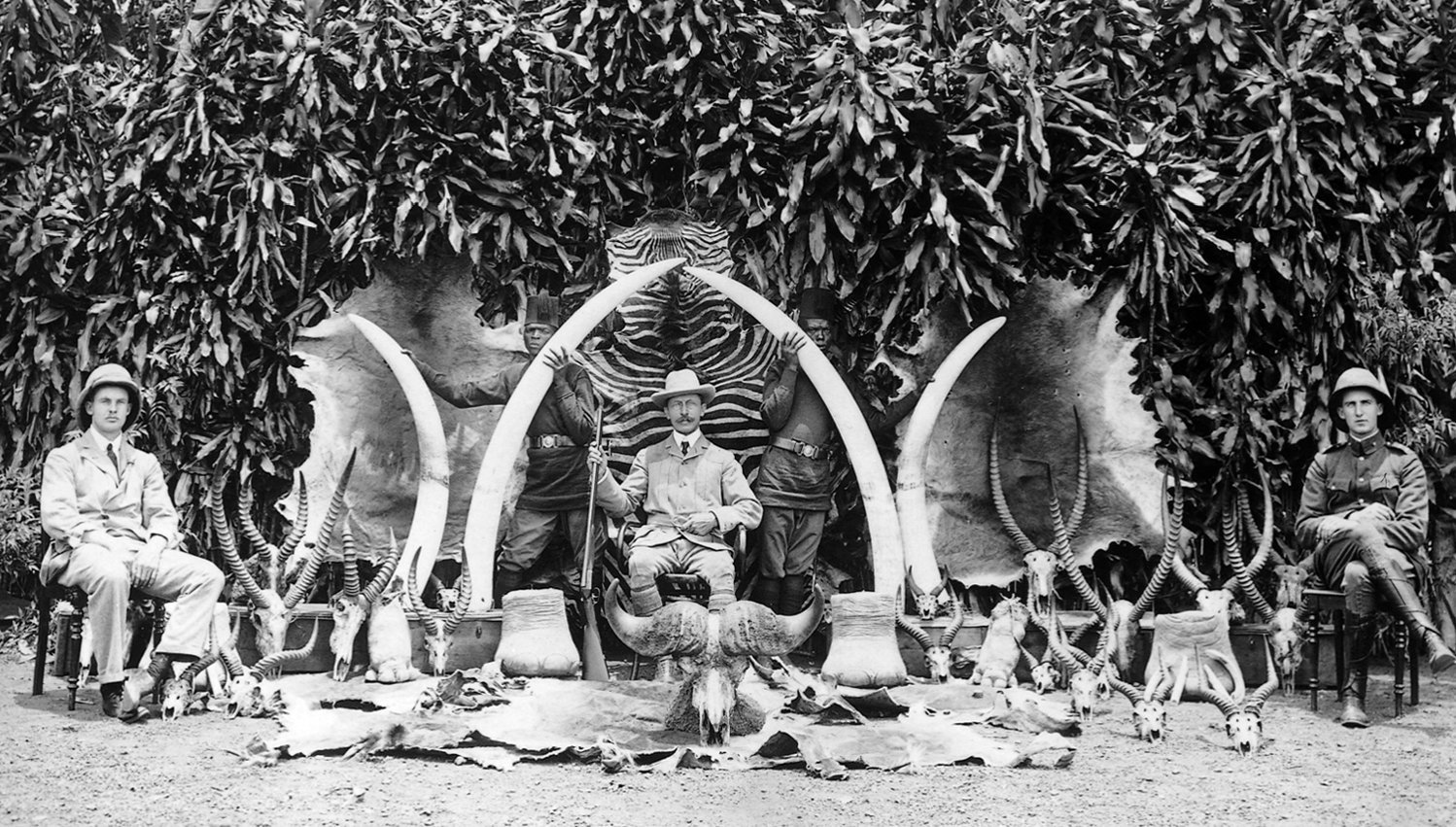
Henry Hesketh Bell con trofeos de caza en Uganda, 1908

Henry Hesketh Joudou Bell, conocido como Sir Hesketh Bell (Chambéry, Savoie, Francia, 17 de diciembre de 1864-1952). Fue educado en privado en las islas del Canal de La Mancha, luego pasó sus estudios en París y Bruselas. En 1882, Sir William Robinson, un amigo familiar, le ofreció el cargo de tercer vendedor en la oficina del gobernador de Barbados y las islas de Sotavento, trasladándose de inmediato al Caribe. 
En el año siguiente fue transferido al departamento del crédito interior de Granada y trabajó allí hasta 1889. Fue supervisor de costumbres en la costa del oro entre 1890 y 1894, y luego se hizo general del receptor y tesorero de las Bahamas. Después de solicitar la administración de las Seychelles en 1899, le ofrecieron San Cristóbal y Nieves, cargo que aceptó, pero acordó más adelante servir en Dominica, donde finalmente asumió siendo Administrador entre 1899 y 1906. Bell salió de Indias Occidentales en 1906 para tomar el posesión de la Comisión del protectorado de Uganda (1907-1910). Lo promovieron en 1909 al cargo de Gobernador de Nigeria, sin embargo una enfermedad le hizo tomar licencia en Inglaterra en 1911. Finalmente no regresó al África, sino que fue transferido a las islas de Sotavento y Antigua y Barbuda, donde se desempeñó como Gobernador entre 1912-1916. Y posteriormente le hicieron gobernador de Isla Mauricio, un cargo que llevó a cabo hasta su retiro en 1924.
| Predecesor: Philip Arthur Templer           | Administrador de Dominica 1899-1906              | Sucesor: William Douglas Young         |
| Predecesor: Sir James Hayes Sadler          | Comisionado del Protectorado de Uganda 1907-1910 | Sucesor: Harry Edward Spiller Cordeaux |
| Predecesor: Sir Ernest Bickham Sweet-Escott | Gobernador de Antigua y Barbuda 1912-1916        | Sucesor: Sir Edward Marsh Merewether   |
| Predecesor: John Middleton                  | Gobernador de Islas Mauricio 1916-1924           | Sucesor: Edward Allan Grannum          |

- Datos: Q3132827